# Wade Miley
Wade Miley (né le 13 novembre 1986 à Hammond, Louisiane, États-Unis) est un lanceur gaucher des Brewers de Milwaukee de la Ligue majeure de baseball.

## Carrière

### Diamondbacks de l'Arizona

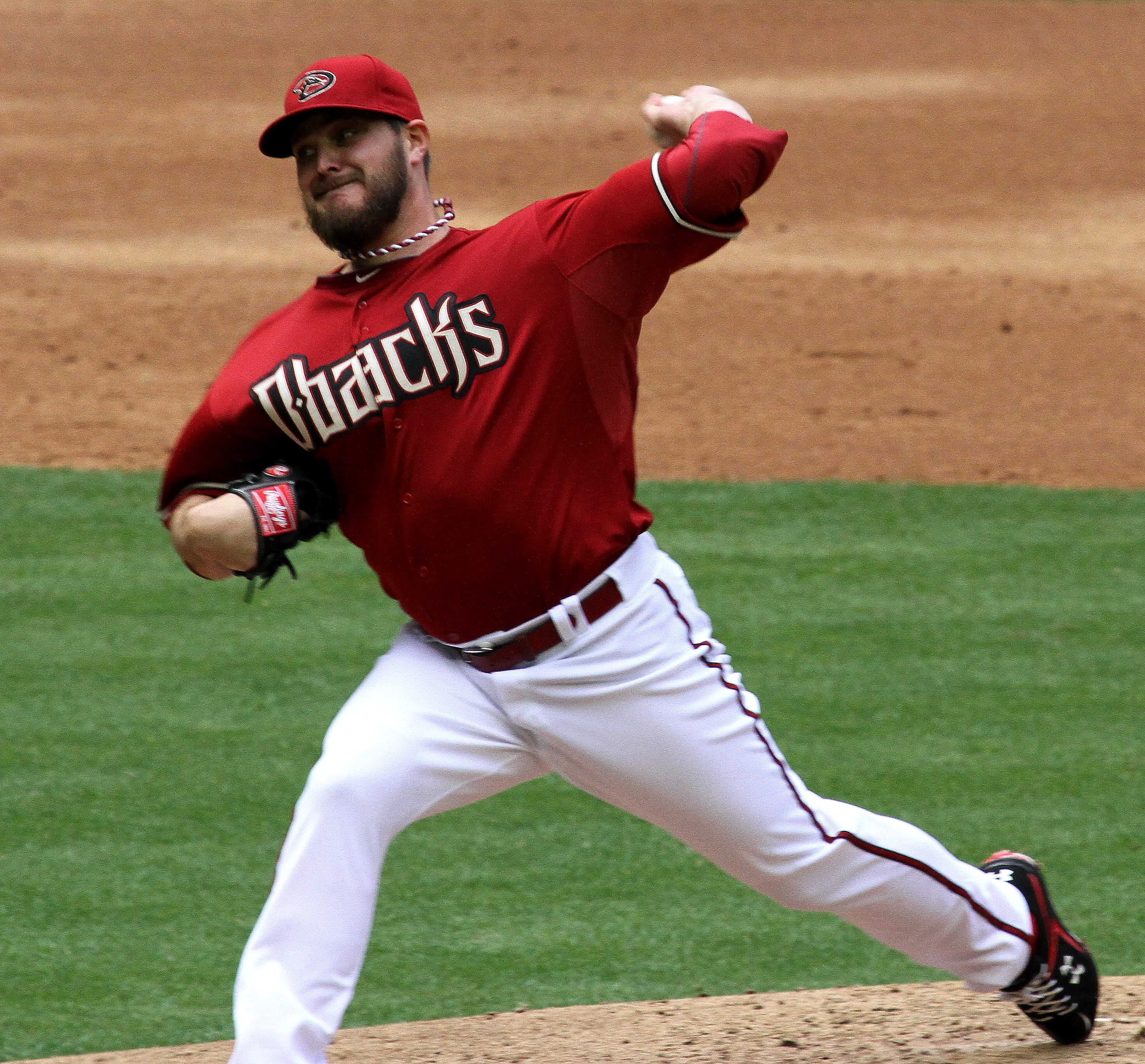
Wade Miley en 2013 avec Arizona.

Wade Miley est repêché en 2005 au 20e tour de sélection par les Devil Rays de Tampa Bay. Il ne signe pas avec l'équipe et s'inscrit plutôt à la Southeastern Louisiana University.
Il devient en 2008 un choix de première ronde des Diamondbacks de l'Arizona.

#### Saison 2011
Miley, un lanceur partant gaucher, fait ses débuts dans le baseball majeur le 20 août 2011 avec les Diamondbacks à Atlanta. Il accorde cinq points aux Braves en quatre manches lancées et subit la défaite. Il remporte sa première victoire dans les majeures à son départ suivant le 25 août face aux Nationals de Washington et aligne trois gains consécutifs. Il effectue six départs au total suivi d'une présence comme releveur et termine la saison avec une fiche de 4-2 et une moyenne de points mérités de 4,50 en 40 manches lancées.

#### Saison 2012
Miley remporte ses trois décisions en avril 2012 et affiche une moyenne de points mérités de 1,29. Il est élu recrue par excellence du mois d'avril dans la Ligue nationale.
Miley joue 32 parties en 2012, dont 29 comme lanceur partant. Il maintient une moyenne de points mérités de 3,33 en 194 manches et deux tiers lancées, remportant 16 victoires contre 11 défaites. Il perd de justesse un vote serré, terminant seulement sept points derrière Bryce Harper au scrutin désignant le gagnant du prix de la recrue de l'année dans la Ligue nationale.

#### Saison 2013
Miley connaît une autre solide saison en 2013 avec 10 victoires, 10 défaites en 33 départs et une moyenne de points mérités de 3,55 en 202 manches et deux tiers lancées.

#### Saison 2014
En l'absence de Patrick Corbin, blessé, Wade Miley est le lanceur partant des Diamondbacks lors de leur premier match de la saison 2014 disputé au Sydney Cricket Ground de Sydney, en Australie, contre les Dodgers de Los Angeles le 22 mars 2014. En 201 manches et un tiers lancées durant la saison, Miley remporte 8 victoires contre 12 défaites et sa moyenne de points mérités fait un bond important pour atteindre 4,34 en 33 départs. En revanche, il établit son nouveau record personnel de 183 retraits sur des prises, faisant passer sa moyenne de retraits au bâton par 9 manches lancées de 6,5 en 2013 à 8,2 en 2014.

### Red Sox de Boston
Le 12 décembre 2014, les Diamondbacks de l'Arizona échangent Wade Miley aux Red Sox de Boston contre l'arrêt-court Raymel Flores et les lanceurs droitiers Allen Webster et Rubby De La Rosa.
Sa moyenne de points mérités de 4,46 est la plus élevée de sa carrière en 2015. À sa seule saison à Boston, il lance 193 manches et deux tiers en 32 départs, remporte 11 victoires et encaisse 11 défaites.

### Mariners de Seattle
Le 7 décembre 2015, les Red Sox échangent Miley et le lanceur droitier Jonathan Aro aux Mariners de Seattle pour les lanceurs droitiers Roenis Elías et Carson Smith.